# Surgy
Surgy  es una población y comuna francesa, situada en la región de Borgoña, departamento de Nièvre, en el distrito de Clamecy y cantón de Clamecy. La población se sitúa en la región centro de Francia a aproximadamente 170 kilómetros al sur de París.

## Demografía
| 498 | 451 | 446 | 421 | 385 | 437 |
| Para los censos de 1962 a 1999 la población legal corresponde a la población sin duplicidades (Fuente: INSEE [Consultar]) |     |     |     |     |     |